# Calydna sinuata
Calydna sinuata är en fjärilsart som beskrevs av Felder 1869. Calydna sinuata ingår i släktet Calydna och familjen Riodinidae. Inga underarter finns listade i Catalogue of Life.